# Охотин, Родион Артемьевич
Родио́н Арте́мьевич Охо́тин (24 апреля 1907 г. — 8 августа 1972 г.) — советский военный деятель, участник советско-финляндской войны (1939—1940), активный участник Великой Отечественной войны, полковник (1943), член КПСС с 1940 года.
Один из организаторов партизанского движения в Белоруссии в годы Великой Отечественной войны — входил в штаб по организации партизанского движения в Россонском районе Витебской области Белоруссии, командир Россонской партизанской бригады им. И. В. Сталина (июль 1942 — ноябрь 1943). С января 1945 года командир 1270-го стрелкового полка 85-й стрелковой дивизии. 
Кавалер ордена Ленина (1943). Был представлен к званию Героя Советского Союза, но награждение так и не состоялось.

## Биография
Родился 24 апреля 1907 года в деревне Мари-Луговая (Олыктӱр) Чебоксарского уезда Казанской губернии Российской империи (сейчас д. Мари-Луговая, Исменецкое сельское поселение, Звениговский район, Республика Марий Эл, Россия). Трудиться начал с 14 лет, работал в родной деревне ямщиком.
Его отец — участник Первой мировой войны, был ранен, вскоре умер. Родион работал кучером на лесопильном заводе Юсупова, в 1929 году — председатель правления завода «Пила» (бывший завод Юсупова).
В 1929—1931 годах находился на действительной службе в рядах РККА. В армии был зачислен курсантом полковой школы 55-го стрелкового Краснознамённого полка 17-й стрелковой дивизии (г. Горький). После окончания полковой школы был командирован в 1-ю Пролетарскую дивизию. После армии работал заведующим отделом Звениговского райкома ВЛКСМ, затем ответственным сотрудником Марийского облсовета Осоавиахима. В 1938 году окончил Марийскую коммунистическую сельскохозяйственную школу (МКСХШ). Через год с женой и детьми переехал из Йошкар-Олы в Горький.
В мае 1939 года снова был призван в РККА. В советско-финляндской войне командовал 9-й стрелковой ротой 50-го стрелкового полка 17-й стрелковой дивизии. За боевые подвиги в 1939 году был награждён орденом Красной Звезды. В феврале 1940 года был ранен и эвакуирован в госпиталь города Ленинграда.
Накануне Великой Отечественной войны Р. Охотин служил в полку, который был расположен недалеко от Полоцка в военном городке Ветрино Белоруссии. Вскоре территория Белоруссии была оккупирована, и для кадрового офицера началась борьба в тылу врага. Сначала — подполье, затем — партизанский отряд имени Сталина. Его штаб расположился на берегу озера в доме лесника Павла Глазкина (сейчас на этом месте построен дом-музей деревни Межно). Руководство отрядом было возложено на старшего лейтенанта Р. А. Охотина, комиссаром назначен политрук П. Рубис. Повсеместно стали создаваться и другие отряды. 29 мая 1942 года в доме, где располагался штаб отряда имени Сталина, было проведено первое собрание коммунистов Россонского района. На собрании обсуждался вопрос о создании центрального штаба, который мог координировать действия райкома партии и партизанских отрядов. С этого времени Охотин возглавил штаб по руководству партизанским движением на Россовщине, одновременно оставаясь командиром отряда.
Р. Охотин был зачислен в московскую Академию имени М. В. Фрунзе. Но по состоянию здоровья его кандидатура была отклонена, так как он трижды был ранен. Затем был командирован на курсы «Выстрел» в группу командиров полков города Солнечногорска.
В январе 1945 года по личному желанию поехал на фронт в состав 2-го Белорусского фронта. Командовал 1270-м стрелковым полком 385-й стрелковой дивизии и оперативной группой армии по обеспечению форсирования речной системы Одер. Войну закончил в Германии, командуя полком действующей армии. Являлся уполномоченным военного отдела штаба Советской военной администрации в Германии при отделе комендантской службы Советской администрации федеральной земли Саксонии, заместителем начальника управления комендантской службы по военным вопросам Дрезденского округа.
Витебский подпольный ОК ВКП(б) представил его к званию Героя Советского Союза и сообщил ему об этом телеграммой, но награждение в итоге так и не состоялось.
В 1947 году в звании полковника демобилизовался из армии и вернулся на свою малую Родину. Был заместителем председателя Звениговского РИК, секретарём РК ВКП(б), секретарём парторганизации МТС, в 1955—1969 годах — председатель колхоза им. В. И. Ленина.
Умер 8 августа 1972 года в родной деревне, похоронен на родине.

## Память
- В дни празднования 30-летия Великой Победы исполком поселкового Совета райцентра Россоны Белоруссии присвоил имя комбрига Охотина одной из улиц[9].
- На основании постановления администрации городского округа город Йошкар-Ола от 4 сентября 2009 года № 2542 условной улице № 15 «а» в микрорайоне «Звёздный» было присвоено имя комбрига Охотина[10][11].
- В честь комбрига Охотина названа улица в городе Звенигово Республики Марий Эл[12].
- 22 июня 1976 года на родине героя, в д. Мари-Луговая Звениговского района Марий Эл состоялся торжественный митинг, посвящённый открытию бюста Р. А. Охотина (автор — скульптор В. М. Козьмин)[13].
- На доме в д. Мари-Луговая Звениговского района Марий Эл, где жил Р. А. Охотин, установлена мемориальная доска[7].
- В д. Мари-Луговая Звениговского района Марий Эл проходит ежегодный праздник, посвящённый Р. А. Охотину[14].
- В 1972 году марийский писатель-фронтовик, заслуженный работник культуры Марийской АССР А. Мичурин-Азмекей написал документальную повесть «Россон чодыраште» («В лесах над Россонами»). В ней рассказывается о партизанской бригаде им. И. В. Сталина, действовавшей в годы войны на территории Белоруссии под командованием Р. А. Охотина[15].

## Награды
- орден Ленина (07.03.1943)[16]
- орден Отечественной войны I степени (30.12.1948)[17][18]
- орден Красной Звезды (1940)[7]
- медали, в том числе:
  - «За боевые заслуги» (06.11.1947)[19][8]
  - «Партизану Отечественной войны» 1-й степени (21.04.1943)[8]
  - «За победу над Германией в Великой Отечественной войне 1941—1945 гг.» (08.05.1945)[8]
  - «За взятие Кёнигсберга» (09.06.1945)[8]
  - «За взятие Берлина» (09.06.1945)[8]
- Почётная грамота Президиума Верховного совета РСФСР (1960)[7]
- Почётная грамота Президиума Верховного Совета Марийской АССР (1957, 1965)[7]